# قشلاق قلعه نواملاک
قشلاق قلعه نواملاک، روستایی از توابع بخش مرکزی شهرستان پاکدشت در استان تهران ایران است.

## جمعیت
این روستا در دهستان فرون آباد قرار دارد و براساس سرشماری مرکز آمار ایران در سال ۱۳۸۵، جمعیت آن ۴۰۷ نفر (۸۹خانوار) بوده‌است.